# Charles Curtis
Charles Curtis (Eugene, Kansas, 1860-Washington DC, 1936) fou un polític estatunidenc. Era kanza per part de mare (que també era en part osage i ponca) i parlava anglès, francès i kansa. Estudià dret i fou fiscal a Topeka el 1885-1889, també fou congressista republicà per Kansas el 1893-1907, i senador el 1907-1917. Se'l considera l'artífex de l'article 24 de la constitució que declara als amerindis ciutadans nord-americans. El 1929-1933 fou vicepresident dels EUA sota el mandat de Herbert Hoover.